# The Jazz Age
The Jazz Age je studiové album anglického hudebníka Bryana Ferryho, vydané pod hlavičkou souboru The Bryan Ferry Orchestra. Vydáno bylo v listopadu roku 2012 hudebním vydavatelstvím BMG Rights Management. Samotný Ferry na albu nevystupuje, pouze vede kapelu a je autorem či spoluautorem všech písní. Všechny skladby byly již dříve vydány na jeho albech. Zde jsou přearanžovány do jazzového stylu dvacátých let. Ferry album produkoval společně se svým dlouholetým spolupracovníkem Rhettem Daviesem.

## Seznam skladeb
| Pořadí | Název                | Autor               | Původní album                  | Délka |
| ------ | -------------------- | ------------------- | ------------------------------ | ----- |
| 1.     | Do the Strand        | Bryan Ferry         | For Your Pleasure (1973)       | 2:10  |
| 2.     | Love Is the Drug     | Ferry, Andy Mackay  | Siren (1975)                   | 3:14  |
| 3.     | Don't Stop the Dance | Ferry, Rhett Davies | Boys and Girls (1985)          | 2:51  |
| 4.     | Just Like You        | Ferry               | Stranded (1973)                | 3:24  |
| 5.     | Avalon               | Ferry               | Avalon (1982)                  | 2:23  |
| 6.     | The Bogus Man        | Ferry               | For Your Pleasure (1973)       | 2:07  |
| 7.     | Slave to Love        | Ferry               | Boys and Girls (1985)          | 2:38  |
| 8.     | This Is Tomorrow     | Ferry               | In Your Mind (1977)            | 2:27  |
| 9.     | The Only Face        | Ferry               | Mamouna (1994)                 | 2:57  |
| 10.    | I Thought            | Ferry, Brian Eno    | Frantic (2002)                 | 2:36  |
| 11.    | Reason or Rhyme      | Ferry               | Olympia (2002)                 | 4:15  |
| 12.    | Virginia Plain       | Ferry               | singl (1972)                   | 2:14  |
| 13.    | This Island Earth    | Ferry               | The Bride Stripped Bare (1978) | 4:24  |